# Sameh Hassan
Sameh Hassan (ur. 2 stycznia 1976 r. w El Behaira) – egipski wioślarz.

## Osiągnięcia
- Mistrzostwa Świata – Lucerna 2001 – czwórka bez sternika – 7. miejsce[1].
- Mistrzostwa Świata – Sewilla 2002 – ósemka – 9. miejsce[1].
- Mistrzostwa Świata – Mediolan 2003 – czwórka ze sternikiem – 8. miejsce[1].
- Mistrzostwa Świata – Poznań 2009 – czwórka bez sternika – 15. miejsce[1].